# Mia Törnblom
Maria Suzanne (Mia) Törnblom, född 10 maj 1967 i Farsta, är en svensk författare och ledarskapscoach.

## Biografi
Törnblom har varit programledare för programmet Nyberg & Törnblom tillsammans med Renée Nyberg. Hon medverkar som expert i månadsmagasinet Leva! och i Aftonbladet. År 2007 var Törnblom programledare för radioprogrammet Sommar i Sveriges Radio P1. Hon anlitades 2014, under Pia Sundhages tid som förbundskapten, som inspiratör för Sveriges damlandslag i fotboll.